# Mário Veríssimo
Mário Veríssimo (1 de Abril de 1938 — Lisboa, Alvalade, 16 de Março de 2020) foi um massagista e enfermeiro desportivo português, conhecido pelo seu trabalho no clube Estrela da Amadora e por ter sido a primeira morte confirmada por COVID-19 devido à pandemia de COVID-19 em Portugal.

## Biografia
Mário Veríssimo foi enfermeiro na ortopedia do Hospital de Santa Maria até 1976, ano em que foi convidado a desempenhar funções como massagista e enfermeiro no Estrela da Amadora. Permaneceria ligado ao clube durante mais de três décadas, até 29 de setembro de 2009, data em que o Estrela foi declarado insolvente.
Durante a sua carreira, foi massagista principal e auxiliar dos médicos do Estrela da Amadora e integrou a equipa médica da Seleção Nacional, na década de 1980. Tinha sido levado para a Federação Portuguesa de Futebol por António Malva, antigo dirigente da FPF, que também tinha estado no clube da Reboleira. Trabalhou com futebolistas reconhecidos, como Bento, Chalana, Nené, Jordão, Fernando Gomes, Carlos Manuel, de uma das maiores gerações do futebol português.